# Egmond-Binnen
Egmond-Binnen est un village de la province de Hollande-Septentrionale aux Pays-Bas. Il fait partie de la commune de Bergen. Jusqu'en 2001, la ville appartenait à la commune de Egmond.
Le district statistique compte environ 2 800 habitants (2001) dont 2 371 pour le village proprement dit.

## Personnalités
- Jim Bakkum (né en 1987 à Egmond-Binnen), auteur-compositeur-interprète, chanteur, acteur, doubleur et présentateur.